# Meteorologiåret 2010

## Händelser

### Januari
- Januari - Köldvågen i Europa fortsätter.
- 5 januari – Extrem vinterkyla råder i många delar av Europa och Nordamerika.
- 9 januari – I Mali-ville, Guinea uppmäts temperaturen + 1.4 °C (34.5 °F), vilket blir Guineas lägst uppmätta temperatur någonsin [1].
- 24 januari – I Puerto Salgar, Colombia uppmäts temperaturen + 42.3 °C (108 °F), vilket blir Colombias högst uppmätta temperatur någonsin [1].
- 29 januari - Köldrekord noteras i Tarfala, Sverige med -31,5° [2].

### Februari
- 1 februari – I Lata Nendo, Salomonöarna uppmäts temperaturen + 35.6 °C (96.0 °F), vilket blir Salomonöarnas högst uppmätta temperatur någonsin [1].

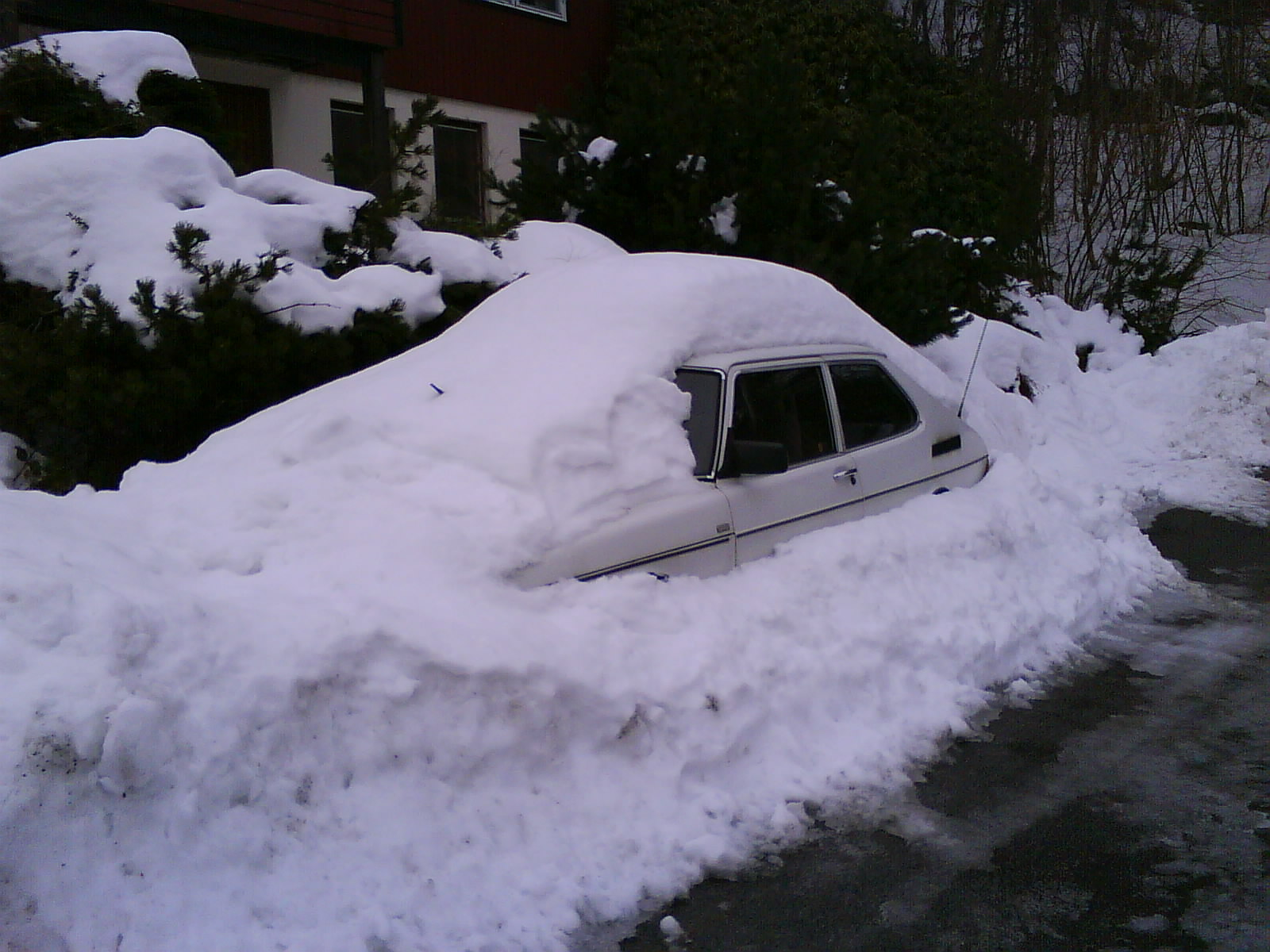
En Saab begraven under snö i snökaoset 2010. När bilden togs hade dock mycket hunnit smälta.

- 1 februari–2 februari – De södra delarna av Sverige drabbas av ett snöoväder.
- 6–7 februari – USA:s huvudstad Washington, D.C. med omnejd drabbas av den värsta snöstormen på över 100 år.
- 20 februari
  - 42 personer mister livet och många skadas när ett våldsamt oväder drar in över den portugisiska ön Madeira i Atlanten.
  - En snöstorm drabbar södra och mellersta Sverige med stora snömängder och frisk nordostlig vind som ger snödrev, vilket skapade stora problem i trafiken. Trafiken på E45 över Dalboslätten i Dalsland kan bara upprätthållas genom plogbilsledda konvojer. De ovanligt stora snömängderna gör att flera tak på stora hallar kollapsar, bland annat delar av taket på den alldeles nybyggda arenan i Vänersborg. Det intensivaste snöfallet sedan 1995 för Sveriges västkust.
- 21 februari - Snöovädret fortsätter i Mellansverige, järnvägstrafiken totalt lamslagen.
- 22 februari
- På flera håll i syd-Sverige noteras på flera håll den lägsta temperaturen oavsett månad sedan 1987.  I Stockholm sjunker temperaturen till -21.0 °C, vilket är den lägsta februaritemperaturen där sedan 1979 [3].
  - Effekterna av snöovädret fortsätter förstärkt av den starka kölden. Tunnelbanetrafiken i Stockholm inställd. Järnvägstrafiken fortsatt lamslagen, inga tåg kan passera den viktiga knutpunkten Hallsberg.

### Mars
- 25 mars – I Georgetown, Ascension uppmäts temperaturen + 34.9 °C (94.8 °C), vilket blir Ascensions högst uppmätta temperatur någonsin [1].

### Maj
- Maj
  - Indien och Pakistan drabbas av en värmebölja som i Pakistan är den värsta sedan 1998 [4].
  - Danmark upplever sin kallaste majmånad sedan 1996 [5].
- 1-2 maj - 344 millimeter nederbörd faller över Nashville, Tennessee, USA vilket innebär att 1979 års lokala rekord slås [4].
- Maj-juni - Centraleuropa drabbas av svåra översvämningar.
- 12 maj – I Myinmu, Myanmar uppmäts temperaturen + 47.0 °C (116.6 °F), vilket blir Burmas högst uppmätta temperatur någonsin [1].
- 26 maj – I Mohenjo-daro, Sindh, Pakistan uppmäts temperaturen + 53.5 °C (128.3 °F), vilket blir Pakistans högst uppmätta temperatur någonsin [1][6].
- 29 maj - Tropiska stormen Agatha slår till mot Centralamerikas kust till Stilla havet med skyfall i Guatemala, Honduras och El Salvador, där över 180 personer dödas [4].
- I Sverige ntoerar Leksand och Gäddede med 113 respektive 99 millimeter nya lokala rekord i månadsnederbörd [7].

### Juni
- Juni - Hudiksvall, Sverige upplever sin nederbördsrikaste junimånad någonsin, 152 millimeter och därmed slås det tidigare rekordet från 1981 [8].
- 14 juni – I Basra, Irak uppmäts temperaturen + 52.0 °C (125.7 °F), vilket blir Iraks högst uppmätta temperatur någonsin [1].
- 15 juni – I Abdaly, Kuwait uppmäts temperaturen + 52.6 °C (126.7 °F), vilket blir Kuwait högst uppmätta temperatur någonsin [1].
- 22 juni
  - I Jidda, Saudiarabien uppmäts temperaturen + 52.0 °C (125.6 °F), vilket blir Saudiarabiens högst uppmätta temperatur någonsin [1].
  - I Faya, Tchad uppmäts temperaturen + 47.6 °C (117.7 °F), vilket blir Tchads högst uppmätta temperatur någonsin [1].
- 23 juni – I Bilma, Niger uppmäts temperaturen + 48.2 °C (118.8 °F), vilket blir Nigers högst uppmätta temperatur någonsin [1].
- 25 juni – I Dongola, Sudan uppmäts temperaturen + 49.6 °C (121.3 °F), vilket blir Sudans högst uppmätta temperatur någonsin [1].

### Juli
Sverige upplever en mycket varm julimånad. På Gotska Sandön får man gå tillbaka ända till 1914 för att hitta en varmare julimånad.
- 11 juli
  - I Målilla i Småland uppmäts 35.0°, vilket är första gången sedan 1994 som temperaturen någonstans i Sverige når 35 grader.[9]
- 12 juli
  - I Utta, Kalmykia, Ryssland uppmäts temperaturen + 45.4 °C (113.7 °F), vilket blir Rysslands högst uppmätta temperatur någonsin [10].
  - I Belogorsk, Amur oblast, Ryssland uppmäts temperaturen + 42.3 °C (108.1 °F), vilket blir asiatiska Rysslands högst uppmätta temperatur någonsin [11].
- 14 juli – I Doha, Qatar uppmäts temperaturen + 50.4 °C (122.7 °F), vilket blir Qatars högst uppmätta temperatur någonsin [1].

- 29 juli

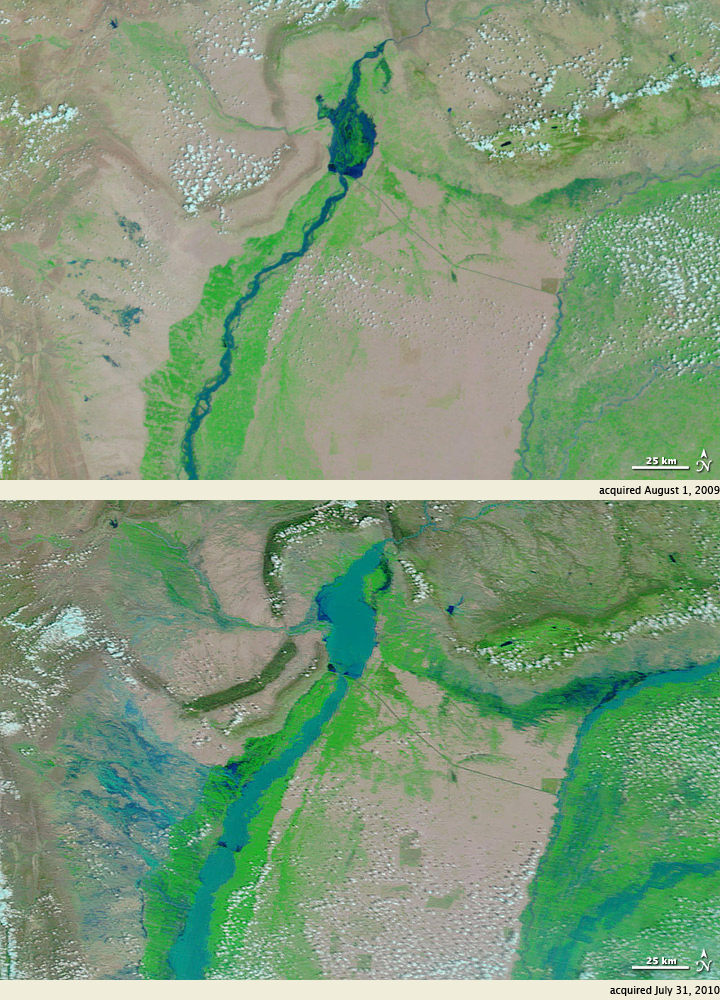
Satellitbilder från Indusflodens övre dal, med vattennivån den 1 augusti 2009 (ovan) och 31 juli 2010 (nedan)

  - Tunga monsunregn leder till  översvämningar i Khyber Pakhtunkhwa-provinsen i Pakistan. Över 1 600 personer dödas, och över en miljon blir hemlösa.[12]
  - I Joensuu, Finland noteras finländskt värmerekord med + 37,2 grader, och därmed slås det tidigare rekordet från Åbo, 1914 [13].

### Augusti
- 1 augusti – I Lefkoniko, Cypern uppmäts temperaturen + 46.6 °C (115.9 °F), vilket blir Cyperns högst uppmätta temperatur någonsin [1].
- 7 augusti – I Gomel, Vitryssland uppmäts temperaturen + 38.9 °C (102 °F), vilket blir Vitrysslands högst uppmätta temperatur någonsin [1].
- 12 augusti – I Luhansk, Ukraina uppmäts temperaturen + 42.0 °C (107.6 °F), vilket blir Ukrainas högst uppmätta temperatur någonsin [14].

### September
- 2 september – Vid Nuuk flygplats, Grönland uppmäts temperaturen + 24.9 °C, vilket blir Grönlands högst uppmätta temperatur för månaden [15].

### November
- 26 november – Vid Utsira fyr i Norge noteras lokalt köldrekord för månaden med –6,2 °C då det gamla rekordet från 1890 slås [16].

### December
- December
  - Översvämningar i Queensland, Australien [17].
  - Götaland i Sverige upplever kallaste decembermånaden på över 100 år. Flera dygnsmedeltemperaturrekord slås [18].
  - Enligt den 350 år långa CET-serien upplever centrala England med -0.7 °C sin kallaste decembermånad efter 1890 (-0.8 °C).
- 23 december – I Castlederg, County Tyrone i Nordirland, Storbritannien uppmäts temperaturen −18.7 °C (0.5 °F), vilket blir Nordirlands lägst uppmätta temperatur någonsin [19].
- 24 december – Hela Danmark upplever en så kallad "vit jul" [20]. Kallt är det också, med en medeltemperatur på -8,1 °C [21].
- 25 december – Julhelgen i södra Sverige är snörik på många håll. Med 84 centimeter snö i Eringsboda slås nytt snödjupsrekord för Blekinge [22].
- 26 december
  - Moskva, Ryssland drabbas av en isstorm och flygplatsen Domodedovo och 14 olika sjukhus drabbas hårt. Ungefär 200 000 människor blir utan ström [23].
  - I Sverige skjuts annandagsbandymatcherna i Bollnäs och Edsbyn upp på grund av snöoväder [24].

### Okänt datum
- Amazonas i Brasilien drabbas av svår torka [25].

## Avlidna
- 12 januari – Bo Döös, svensk meteorolog.
- 2 mars – Charles B. Moore, amerikansk fysiker, ingenjör och meteorolog.
- 4 mars – Joanne Simpson, amerikansk meteorolog.
- 23 april – Hans Økland, norsk geofysiker och meteorolog.
- 26 april – Aksel Wiin-Nielsen, dansk meteorolog.
- 18 december – Nash Roberts, amerikansk meteorolog.

### Fotnoter
1. 1 2 3 4 5 6 7 8 9 10 11 12 13 14 15  Masters, Jeff (7 augusti 2010). ”National heat records set in 2010”. Weather Underground. Arkiverad från originalet den 20 augusti 2010. https://web.archive.org/web/20100820002618/http://www.wunderground.com/blog/JeffMasters/comment.html?entrynum=1569. Läst 12 augusti 2010.
2. ↑  SMHI
3. ↑  SMHI Arkiverad 30 oktober 2011 hämtat från the Wayback Machine.
4. 1 2 3  SMHI Arkiverad 27 oktober 2012 hämtat från the Wayback Machine.
5. ↑  DMI Arkiverad 31 maj 2010 hämtat från the Wayback Machine.
6. ↑  ”Record breaking heat in Pakistan”. Pakistan Meteorological Department. 26 maj 2010. Arkiverad från originalet den 12 september 2010. https://web.archive.org/web/20100912164706/http://www.pakmet.com.pk/latest%20news/Latest%20News.html. Läst 4 juni 2010.
7. ↑  SMHI
8. ↑  SMHI
9. 1 2  ”Juli 2010 - Varmt och blött”. Sveriges meteorologiska och hydrologiska institut. Arkiverad från originalet den 7 juli 2018. https://web.archive.org/web/20180707090441/https://www.smhi.se/klimat/klimatet-da-och-nu/manadens-vader-och-vatten-sverige/juli-2010-varmt-och-blott-1.12237. Läst 6 juli 2018.
10. ↑  ”Погода и Климат - В России установлен новый абсолютный температурный максимум”. Pogoda.ru.net. http://pogoda.ru.net/news/5076/. Läst 28 januari 2011.
11. ↑  ”Wunder Blog”. Weather Underground. 19 juli 2010. Arkiverad från originalet den 22 juli 2010. https://web.archive.org/web/20100722041822/http://www.wunderground.com/blog/JeffMasters/comment.html?entrynum=1546. Läst 28 januari 2011.
12. ↑  CNN Wire Staff (4 augusti 2010). ”More rain, gushing flood waters threaten Pakistanis”. CNN. http://www.cnn.com/2010/WORLD/asiapcf/08/04/pakistan.flooding/index.html?iref=allsearch. Läst 4 augusti 2010.
13. ↑  SMHI
14. ↑  ”Погода и Климат - Климатический монитор: погода в Луганске”. Pogoda.ru.net. http://www.pogoda.ru.net/monitor.php?id=34523&month=8&year=2010. Läst 28 januari 2011.
15. ↑  DMI
16. ↑  MET
17. ↑  SMHI Arkiverad 12 februari 2011 hämtat från the Wayback Machine.
18. ↑  SMHI
19. ↑  Extremes Arkiverad 15 november 2012 hämtat från the Wayback Machine. Instituto de Meteorologia, IP Portugal
20. ↑  DMI
21. ↑  DMI
22. ↑  SMHI
23. ↑  ”Expressen 26 december 2010 - Isstorm lamslår Moskva”. Arkiverad från originalet den 29 december 2010. https://web.archive.org/web/20101229070818/http://www.expressen.se/nyheter/1.2267632/isstorm-lamslar-moskva. Läst 12 februari 2011.
24. ↑  Svenska Bandyförbundet 26 december 2010 - Inställt i Bollnäs och Karlstad Arkiverad 21 november 2011 hämtat från the Wayback Machine.
25. ↑  John Pohlmans blogg 6 februari 2011 - Två hundraårstorkor på fem år Arkiverad 8 februari 2011 hämtat från the Wayback Machine.